# Jez Enguri
Jez Enguri je jez na reki Enguri v Gruziji. Trenutno je drugi najvišji jez na betonskem loku z višino 271,5 metra  . Stoji severno od mesta Džvari. Je del hidroelektrarne Enguri (HES) in delno stoji v Abhaziji.

## Zgodovina
Prvi sovjetski sekretar Nikita Hruščov je sprva predlagal velik jez in hidroelektrarne na reki Bzyb, saj se je njegovo najljubše letovišče nahajalo blizu izliva reke Picunde. Vendar so ga njegovi strokovnjaki obvestili, da bi imel jez, zgrajen na reki Bzyb, katastrofalne učinke, ki bi povzročili erozijo plaže v Picundi, zato je bil na koncu namesto njega zgrajen jez na reki Enguri, kjer je bil ocenjen vpliv na obalno črto občutno manj izrazit.
Gradnja jezu Enguri se je začela leta 1961. Jez je začel začasno delovati leta 1978, dokončan pa je bil leta 1987. Leta 1994 so jez pregledali inženirji Hydro-Québeca, ki so ugotovili, da je »v neobičajnem stanju propada«. Leta 1999 je Evropska komisija Gruziji dodelila 9,4 milijona EUR za nujna popravila na HES v Enguriju, vključno z zamenjavo zapor na jezovnem loku na gruzijski strani in prenovo enega od petih generatorjev elektrarne na Abhazijski strani. EBRD, Evropska unija, japonska vlada, KfW in vlada Gruzije so skupno odobrile 116 milijonov EUR posojil. Leta 2011 je Evropska investicijska banka (EIB) posodila 20 milijonov EUR za dokončanje sanacije hidroelektrarne v Enguriju in za zagotovitev varne evakuacije vode proti Črnemu morju na hidroelektrarni Vardnili.

## Tehnične lastnosti
Hidroelektrarna Enguri (HES) je kaskadna hidroelektrarna, ki vključuje poleg pregradne inštalacije lastnega sistema Enguri HES še bližnjo jezovno zgradbo Perepad HES-1 in tri podobne kanalizacijske naprave Perespadskih HES -2, -3 in -4, ki so na pred izlivom v Črno morje . Medtem ko lok stoji na gruzijskem nadzorovanem območju Zgornji Svaneti, je elektrarna v okrožju Gali v regiji Abhazija v Gruziji.  Enguri HES ima 20 turbin z nazivno zmogljivostjo 66 MW vsaka, kar ima skupno zmogljivost 1320 MW. Njena povprečna letna zmogljivost je 3,8 TWh, kar je približno 46 % celotne oskrbe z električno energijo v Gruziji od leta 2007. 
Obokan jez objekta, ki je v mestu Džvari, je bil leta 2015 vpisan v seznam kulturne dediščine Gruzije. 